# Кема
Кема (Кяма, Кайма) е обширна планинско-платовидна система, разположена в северната част на Северна Корея, съставна част на Северокорейските планини, които от своя страна са включени в Панджуро-Корейските планини. Простира се приблизително между 127° и 129° и.д. На север долината на река Ялудзян ги отделя от вулканичното плато Чанбайшан, а на юг достигат приблизително до 40° с.ш. Състои се от обширни платообразни райони, обрамчени от високи хребети, простиращи се предимно по меридиана – Мачхольон (2433 m), Пуджольон (2150 m), Нанним (2262 m), Пуксубек (вр. Пуксубексан, 2522 m). Изградена е от гранити, гнайси и метаморфни скали. Северните ѝ склонове са полегати, дълбоко разчленени от левите притоци на Ялудзян – Хочхонган и Чанджинган, а южните са стръмни. Почти изцяло планината е покрита със смесени гори. На реките Хочхонган и Чанджинган и техните притоци Нингвиган и Пуджонган са изградени язовирни каскади („Чанджинха“, „Пуджонхо“, „Йондупхьон“). Разработват се находища на злато и цветни метали. Развива се местно животновъдство на базата на обширните пасища, а по долините на реките се отглеждат картофи и овес.